# Lubuk Paku
Lubuk Paku is een bestuurslaag in het regentschap Kerinci van de provincie Jambi, Indonesië. Lubuk Paku telt 951 inwoners (volkstelling 2010).